# Universitatea Săsească

Emblema istorică a sașilor cu cele Șapte Scaune componente (aceste castele semnifică de asemenea și cele șapte orașe fondate de sași în Evul Mediu în Transilvania)

Germanii în Transilvania și Banat (1918), sașii fiind marcați în verde.

Universitatea săsească denumită în limba germană: „Nationsuniversität”, cu numele complet „Sächsische Nationsuniversität” (i.e. Universitatea Națiunii Săsești), iar în latină: „Universitas Saxonum” sau „Concilium Transylvania Saxonicum”, căreia ungurii sau maghiarii îi ziceau „Szász Nemzeti Egyetem” sau „Erdélyi szász univerzitás”, a fost un organism politic de autoadministrare al sașilor transilvăneni (germană Siebenbürger Sachsen) constituit la ordinul regelui Matia Corvin în 1486, care a funcționat până la jumătatea secolului al XIX-lea (1486–1876) ca „administrație autonomă” iar de atunci până la desființarea sa definitivă, în 1937, ca fundație. Universitatea săsească a fost condusă de comitele sau contele sas (în germană Sachsengraf, i.e. greavul sas sau în latină Comes Saxonum). Un conte sas important a fost Johann Sachs von Harteneck.
Universitatea săsească îngloba cele șapte scaune ale Sibiului (Orăștie, Sebeș, Miercurea, Sighișoara, Nocrich, Cincu și Rupea), Scaunul Șeica și cel al Mediașului, formate mai târziu, precum și Districtul Brașov și Districtul Bistriței.
Ca urmare a constituirii sale, comunitatea săsească din Transilvania a devenit „națiune politică” alături de maghiari și secui, având drept de reprezentare în Dieta Transilvaniei.

## Originea denumirii
În primă instanță, denumirea „Nationsuniversität” (Universitatea Națiunii) poate induce în eroare, dar prin descompunerea cuvântului în componentele sale regăsim termenii latini „natio” (popor, etnie) și „universitas” (întreg, totalitate). Prin urmare, în această sintagmă, cuvântul „universitate” nu are nici o legătură cu noțiunea de „învățământ superior”. Prin „națiune” se desemnează un anumit grup etnic sau o etnie. Prin urmare, în termenul „Nationsuniversität” este vorba de totalitatea unei națiuni sau a unui grup etnic.
Din punct de vedere semantic, este vorba despre „totalitatea sașilor transilvăneni”, de pe teritoriul pe care s-au stabilit.

## Funcția inițială
Ca națiune stabilită în Regatul Ungariei din Evul Mediu (mai precis de la mijlocul secolului al XII-lea), constituind una din cele trei „stări”, sașii transilvăneni au primit încă de timpuriu (1224) drepturi speciale și privilegii de la regii unguri. Aceste drepturi, privilegii și obligații ale coloniștilor sași au fost incluse în așa-numita Diplomă andreană (latină Diploma Andreanum), cunoscută și ca „Bula de aur a sașilor” 
 (în germană: „Goldener Freibrief der Siebenbürger Sachsen”), act emis în anul 1224 de regele Andrei al II-lea al Ungariei. Acest act a reprezentat numai punctul de plecare pentru o reprezentare politică a stării sașilor, alături de celelalte două stări recunoscute, secuii și nobilimea maghiară.
La data de 6 februarie 1486, primarul Thomas Altemberger, care a fost și jude regal din 1481, a primit de la regele Matia Corvin diploma care întărea privilegiile Diplomei andreene pentru „toți sașii trăitori în părțile ardelene ale regatului” (universorum Saxonum nostrorum partium regni nostri Transsilvanorum) și le-a extins asupra întregului Pământ crăiesc. În felul acesta regele Matia Corvin a creat Universitatea Națiunii Săsești, care a stabilit pentru câteva secole cadrul vieții sașilor de pe teritoriile privilegiate, unindu-i într-o singură unitate juridică și administrativă.
O dată cu creșterea tensiunilor între cele trei stări recunoscute și cu slăbirea puterii regilor Ungariei, „die Nationsuniversität” s-a transformat într-un instrument de putere al sașilor, care a funcționat până în secolul al XIX-lea. Ea era „o reprezentanță politică” a poporului sas, cu putere de negociere spre exterior iar spre interior, pe Pământul crăiesc (în latină Fundus Regius și în germană Königsboden), o garanție a autonomiei „de facto” și o instituție de autoadministrare (în germană Eygenlandrecht și în latină Statuta) care a fost condusă inițial de un jude regal, devenit mai târziu comite al sașilor. Ulterior, acestei unități i-au fost încorporate și sate românești ce purtau numele de „scaune-filială” (după T. Nägler).

## Dispariția Universității Săsești

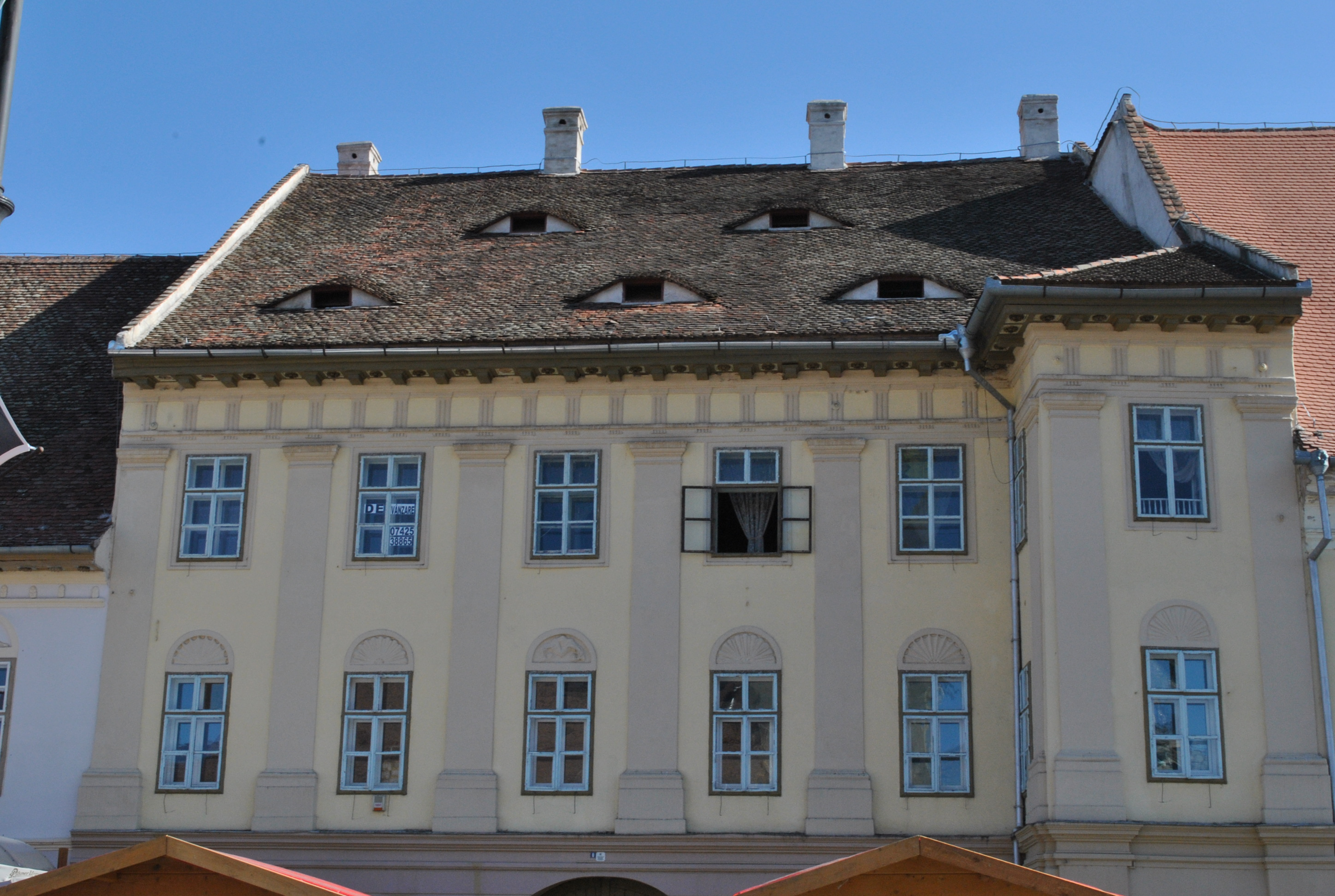
Casa Hecht din Sibiu (Hermannstadt), cunoscută de asemenea drept Casa Comesului a fost sediul Universității Săsești în secolul al XIX-lea.

Între măsurile de reformă luate de împăratul Iosif al II-lea în anul 1781, se număra și introducerea „concivilității”, care anulează constituția stărilor și dizolvă Universitatea Națională Săsească.
Cu puțin timp înainte de moarte, prin „edictul de restituire”, Iosif al II-lea a anulat majoritatea reformelor sale, dar concivilitatea nu a fost abrogată, astfel că de acum înainte și reprezentanți ai celorlalte națiuni puteau dobândi și deține proprietăți în orașele săsești.
În 1821 sediul Universității Săsești s-a instalat în Casa Hecht, cunoscută și drept casa comesului, aflată în Piața Mare din Sibiu.
În contextul Revoluției de la 1848, Universitatea Săsească a fost desființată din nou și nu a mai dobândit niciodată importanța pe care o avea în trecut. După revoluție sașii au pierdut, unul câte unul, din vechile drepturi: 
- în 1867 a fost desființat Pământul crăiesc;
- în 1872 s-au desființat breslele;
- în 1876 Universitatea Națională Săsească a fost din nou desființată, activitatea sa a continuat totuși, sub formă de Fundație, fără a mai avea prerogativele anterioare.

Prin legea din 1 iunie 1937, publicată în Monitorul Oficial nr. 124, din 1.VI.1937, fundația Universitatea Săsească a fost definitiv desființată, iar întregul ei patrimoniu de bunuri a fost împărțit între Biserica Evanghelică de Confesiune Augustană din România, a sașilor din România și societatea culturală română „Așezământul Cultural Mihai Viteazul”, care a fost înființat prin aceeași lege.